# Антро (Удине)
Антро је насеље у Италији у округу Удине, региону Фурланија-Јулијска крајина.
Према процени из 2011. у насељу је живело 43 становника. Насеље се налази на надморској висини од 320 м.